# Ereño
Ereño – gmina w Hiszpanii, w prowincji Biskaja, w Kraju Basków, o powierzchni 10,67 km². W 2011 roku gmina liczyła 260 mieszkańców.